# Abe Williams
 Abraham (Abe) Williams (né le 12 décembre 1940 à Saldanha en Afrique du Sud) est un homme politique d'Afrique du Sud issue de la communauté coloured, secrétaire de la Fédération sud-africaine de rugby (1972-1988), membre de la chambre des représentants du parlement tricaméral pour la circonscription de Mamre (1984-1994) et membre de l’assemblée nationale du parlement (1994-2000). Ministre-adjoint de l'éducation et de la culture à la chambre des représentants (1989-1991) et ministre-adjoint à l'éducation nationale (1991-1992), il est ensuite ministre de l'éducation et de la culture (1992-1993) et des affaires sociales (1993-1994) de la chambre des représentants avant de devenir ministre des sports (1993-1994) dans le gouvernement de Klerk et ministre du Bien-être et du développement populaire (affaires sociales) (1994-1996) dans le gouvernement Mandela.
Abe Williams est successivement membre du parti travailliste (1984-1991), du parti national (1991-1997) puis du Nouveau Parti national. 

## Biographie
Cadet de 10 enfants, diplômé d'un bachelor of Arts de l'Université du Cap-Occidental et d'un diplôme en éducation, Abe Williams commence une carrière d'enseignant dans les écoles de la province du Cap. Entraineur de l'équipe métis de rugby de Saldanha, Abe Williams devient en 1972 le secrétaire de la Fédération sud-africaine de rugby (branche métis). En 1981, il est directeur adjoint de l'équipe de rugby des Springboks lors de la tournée en Nouvelle-Zélande.
Membre du parti travailliste (un parti de la communauté métis), Abe Williams est élu député de Mamré, une circonscription coloured située sur la côte atlantique au nord de la ville du Cap. En 1988, il devient secrétaire national du parti travailliste. En mars 1989, il est nommé ministre-adjoint de l'éducation et de la culture de la chambre des représentants. 
En 1991, Abe Williams est l'un des premiers députés de la chambre coloured à rejoindre le parti national ce qui l'oblige à démissionner de ses fonctions de ministre-adjoint de l'éducation et de la culture de la chambre des représentants. Néanmoins, en juillet 1991, en étant nommé au sein du gouvernement de Klerk, il devient le premier métis à exercer les fonctions de ministre-adjoint à l'éducation nationale, au gouvernement local et au logement en Afrique du Sud.

En février 1992, il prend le portefeuille de ministre de l'éducation et de la culture de la chambre des représentants quand celle-ci passe sous la domination du parti national. 

En février 1993, Abe Williams est nommé ministre des sports du dernier gouvernement de Frederik de Klerk ainsi que ministre des affaires sociales au sein de la chambre des représentants (prises de fonctions en avril 1993). 
Nommé ministre dans le gouvernement d'unité nationale de Nelson Mandela en mai 1994, il démissionne de ses fonctions ministérielles, le 21 février 1996, pour faire face à des accusations de corruption dans la gestion des fonds de pension. En 1999, il démissionne de ses fonctions au sein du caucus du Nouveau Parti national en raison de plusieurs infractions économiques dont il est accusé et commis durant ses diverses fonctions ministérielles. En 2000, il est condamné à trois ans de prisons pour corruption et vol. Exclu du parlement, il passe une année à la prison de Pollsmoor avant d'être mise en liberté conditionnelle.

## Vie privée
Abe Williams est marié et a des enfants. 

## Sources